# Zmienna statyczna
Zmienna statyczna – w programowaniu jest to zmienna, która w danym bloku programu posiada dokładnie jedną instancję i istnieje przez cały czas działania programu. W języku C++ każda zmienna globalna jest jednocześnie zmienną statyczną.

## Zmienna statyczna w bloku funkcji
Zmienna statyczna zadeklarowana w bloku funkcji, zgodnie z definicją pamięta swoją wartość pomiędzy wywołaniami funkcji, co nie jest możliwe przy użyciu zwykłych zmiennych. Przykład w C++:
```
#include
 
<iostream>

 
int
 
podajStatyczna
()

 
{

   
static
 
int
 
x
 
=
 
0
;
 
// deklaracja, definicja i zainicjowanie zmiennej statycznej

   
return
 
++
x
;
 
// zwiększamy „x” i zwracamy

 
}

 
int
 
podajZwykla
()

 
{

   
int
 
x
 
=
 
0
;
 
// deklaracja zwykłej zmiennej

   
return
 
++
x
;
 
// zwiększamy „x” i zwracamy

 
}

 
int
 
main
()

 
{

    
std
::
cout
 
<<
 
podajStatyczna
()
 
<<
 
std
::
endl
;
 
//wyświetli 1

    
std
::
cout
 
<<
 
podajStatyczna
()
 
<<
 
std
::
endl
;
 
//wyświetli 2

    
std
::
cout
 
<<
 
podajZwykla
()
 
<<
 
std
::
endl
;
 
//wyświetli 1

    
std
::
cout
 
<<
 
podajZwykla
()
 
<<
 
std
::
endl
;
 
//wyświetli 1

 
}

```

Widzimy zadeklarowaną zmienną statyczną w funkcji podajStatyczna(). Wartość zero jest jej przypisywana tylko raz podczas pierwszego wywołania funkcji. W przeciwieństwie do zwykłej zmiennej, zmienna statyczna nie jest niszczona po wyjściu programu z bloku gdzie została zadeklarowana (w przykładzie wyżej jest to blok funkcji), dzięki temu pamięta swoją wartość pomiędzy wywołaniami funkcji.
Zmienna zadeklarowania w bloku metody w klasie niczym się nie różni od tej zadeklarowanej w bloku funkcji (metoda jest funkcją). Jest wspólna dla wszystkich obiektów klasy, w której zadeklarowana jest dana metoda.

## Zmienna statyczna w bloku klasy
Zmienna statyczna zadeklarowana w bloku klasy jest jedyną wspólną instancją dla wszystkich obiektów danej klasy. Jest tworzona już na początku działania programu. Przykład w C++:
```
 
#include
 
<iostream>

 
using
 
namespace
 
std
;

 
class
 
MojaKlasa

 
{

   
public
:

     
static
 
int
 
x
;

     
MojaKlasa
()
 
{
 
x
++
;
 
}
 
// konstruktor - zwiększa „x”

     
~
MojaKlasa
()
 
{
 
x
--
;
 
}
 
// destruktor - zmniejsza „x”

 
};

 
int
 
MojaKlasa
::
x
 
=
 
0
;
 
// definicja i zainicjowanie zmiennej statycznej „x”

 
int
 
main
()

 
{

   
MojaKlasa
 
obiekt1
;

   
cout
 
<<
 
obiekt1
.
x
 
<<
 
endl
;
 
//wyświetli 1

   
MojaKlasa
 
obiekt2
;

   
cout
 
<<
 
obiekt2
.
x
 
<<
 
endl
;
 
//wyświetli 2

   
cout
 
<<
 
MojaKlasa
::
x
 
<<
 
endl
;
 
// nie jest błędem: wyświetli 2

   
return
 
0
;

 
}

```

Widzimy zadeklarowaną zmienną statyczną w klasie MojaKlasa. Konstruktor w klasie zwiększa jej wartość, natomiast destruktor zmniejsza. Dzięki temu uzyskaliśmy licznik obiektów klasy MojaKlasa (pominięta została kwestia współbieżności). Każda zmienna statyczna w klasie jest jedynie deklarowana. Z powodu tego, że posiada ona jedną instancję w programie, należy podać również jej definicję, którą realizuje się na zewnątrz deklaracji klasy w zakresie globalnym (należy pamiętać, że nie w każdym języku programowania jest to konieczne). W tym miejscu również następuje zainicjowanie zmiennej. W funkcji main() tworzymy obiekt klasy MojaKlasa. Wyświetlamy aktualną wartość zmiennej statycznej i widzimy wartość 1. Następnie tworzymy drugi obiekt i widzimy, że wartość zmiennej statycznej wynosi już dwa. Zwróćmy uwagę, że za drugim razem odwołujemy się do zmiennej statycznej korzystając z obiektu obiekt2, dzięki temu widzimy, że wszystkie obiekty (w przykładzie są ich 2) współdzielą zmienną statyczną. W kolejnym kroku przedstawiona została technika odwołania się do zmiennej statycznej nie poprzez obiekt, a poprzez nazwę klasy. Jest to spowodowane tym, że zmienne statyczne w klasie istnieją nawet, gdy nie został stworzony żaden obiekt danej klasy. Różnica w C++ polega jedynie na użyciu operatora zakresu ::, zamiast . (w innych językach programowania jak Java czy C# do zmiennych statycznych w klasie odwołujemy się poprzez .).
Zmienne statyczne w bloku klasy nazywane są często polami statycznymi lub zmiennymi klasowymi.

## Właściwości i wykorzystanie
- Zmiennych statycznych używa się jako jedno z rozwiązań uniknięcia używania zmiennych globalnych. Polega ono na zamknięciu zmiennych statycznych we wspólnej klasie. Często deklaruje się taką klasę-kontener, tak aby nie można było stworzyć obiektu tej klasy. Uzyskuje się to poprzez deklarację konstruktorów (co najmniej domyślnego), w sekcji prywatnej klasy (dodatkowo deklaruje się w sekcji prywatnej również konstruktor kopiujący i operator przypisania), np.:

```
class
 
StaleMatematyczne

 
{

   
public
:

     
static
 
const
 
double
 
pi
;

     
static
 
const
 
double
 
e
;

   
private
:

     
StaleMatematyczne
()
 
{}
 
// pusty domyślny konstruktor

     
StaleMatematyczne
(
 
const
 
StaleMatematyczne
&
 
wzorzec
 
)
 
{}
 
// pusty konstruktor kopiujący

     
StaleMatematyczne
&
 
operator
 
=
(
 
const
 
StaleMatematyczne
&
 
wzorzec
 
)

     
{

       
return
 
*
this
;
 
// pusty operator przypisania

     
}

 
};

 
const
 
double
 
StaleMatematyczne
::
pi
 
=
 
3.14159
;

 
const
 
double
 
StaleMatematyczne
::
e
 
=
 
2.71828
;

```